# Paul Abraham
Paul Abraham (Pál Ábrahám; nacido en Apatin, 2 de noviembre de 1892 Austria-Hungría hoy Serbia-fallecido en Hamburgo, 6 de mayo de 1960) fue un compositor de operetas que emigró a los Estados Unidos en 1933.

## Biografía
Abraham estudió en la Real Academia Húngara Nacional de Música en Budapest desde 1910 hasta 1916. Estudió violonchelo con Adolf Schiffer y composición con Viktor Herzfeld.
Como muchos otros compositores de operetas, Paul Abraham empezó con obras de una naturaleza seria. Durante la época que siguió a sus estudios escribió, entre otras cosas, música sagrada, cuartetos de cuerda y un concierto para violonchelo. Cuando fue nombrado director del Teatro de Opereta de Budapest en 1927 encontró el camino a esta forma de arte más popular para la que su talento era más adecuado.
Desde 1928 y en el trascurso de los años treinta sus composiciones y música incidental para películas y obras teatrales tuvieron bastante éxito. Su primera opereta, Der Gatte des Fräuleins, la escribió en 1928. Con la tercera, Viktoria und ihr Husar (1930), logró un clamoroso éxito. Gracias a sus dos siguientes operetas, Die Blume von Hawaii y Ball im Savoy fue reconocido mundialmente. Trabajó con Franz Lehár en las piezas Friederike y El país de las sonrisas, además de trabajar con libretistas como Fritz Löhner-Beda y Alfred Grünwald.
Los acontecimientos de 1933 obligaron al artista a dejar su domicilio en Berlín y a abandonar Alemania. A través de Viena y París se trasladó a Cuba, donde obtuvo modestos ingresos trabajando como pianista, y más adelante emigró a Nueva York. Después de sufrir una crisis nerviosa fue internado en un hospital en febrero de 1946. En mayo de 1956 volvió a vivir en Hamburgo, Alemania, donde murió cuatro años después.

## Obras
- Zenebona (junto con otros compositores) opereta en tres actos, 2 de marzo de 1928, Budapest. Libreto: Lakatos László/Bródy István
- Az utolsó Verebély lány (también conocida como Az elsö Verebély lány o Der Gatte des Fräuleins) 13 de octubre de 1928. Libreto: Harmath Imre-Drégely Gábor
- Szeretem a felségem (Es geschehen noch Wunder) Magyar Színház 15 de junio de 1929. Libreto: Birabeau André-Dolley Georges (basado: Stella Adorján)
- Viktoria und ihr Husar, opereta en tres actos y un prólogo, 21 de febrero de 1930 Budapest, Operettentheater. Libreto: Földes, Imre / Harmath, Imre, (alemán: Alfred Grünwald y Fritz Löhner-Beda)
- Die Blume von Hawaii, opereta en tres actos, 24 de julio de 1931 Leipzig, Neues Theater. Libreto: Alfred Grünwald y Fritz Löhner-Beda, basado Imre Földes
- Ball im Savoy, opereta en tres actos, 23 de diciembre de 1932 Berlín, Großes Schauspielhaus. Libreto: Alfred Grünwald and Fritz Löhner-Beda. Inglés: Ball at The Savoy, 8 de septiembre de 1933 Londres, Teatro de Drury Lane
- Märchen im Grand-Hotel, Lustspieloperette en tres actos, 29 de marzo de 1934 Viena, Theater an der Wien. Libreto: Alfred Grünwald y Fritz Löhner-Beda
- Viki 26 de enero de 1935 Magyar Színház. Libreto: Harmath Imre-Adorján Bónyi
- Történnek még csodák 20 de abril de 1935 Magyar Színház. Libreto: Halász Imre-Békeffi István
- Dschainah, das Mädchen aus dem Tanzhaus, opereta en tres actos, 21 de diciembre de 1935 Viena, Theater an der Wien. Libreto: Alfred Grünwald y Fritz Löhner-Beda
- 3:1 a szerelem javára 18 de diciembre de 1936 Király Színház. Libreto: Harmath Imre-Kellér Dezső-Szilágyi László
- Roxy und ihr Wunderteam Musikalischer Fußballschwank, 25 de marzo de 1937 Viena, Theater an der Wien. Libreto: Hans Weigel y Alfred Grünwald[1]
- Julia opereta en dos partes y un Nachspiel, 23 de diciembre de 1937 Városi Színház Budapest. Libreto: Harmath Imre-Földes Imre
- A Fehér hattyu (El cisne blanco), 1938
- Zwei glückliche Herzen. Libreto: Robert Gilbert y Armin L. Robinson. Fecha del estreno desconocida.
- Tambourin Musical en dos partes (no representado). Libreto: Alfred Grünwald